# Carl Berntsen
Carl Berntsen (ur. 5 lipca 1913 w Jersie, zm. 28 września 2004 w Frederiksværk) – duński żeglarz, olimpijczyk.
Na regatach rozegranych podczas Letnich Igrzysk Olimpijskich 1936 wystąpił w klasie 8 metrów zajmując 8 pozycję. Załogę jachtu Anitra tworzyli również Niels Hansen, Hans Tholstrup, Otto Danielsen, Vagn Kastrup i Niels Schibbye.
Brat Olego i Williama, również żeglarzy-olimpijczyków.